# منتخب الصومال لكرة السلة
منتخب الصومال لكرة السلة هو ممثل الصومال الرسمي في المنافسات الدولية في كرة السلة. ينتمي إلى منطقة الاتحاد الأفريقي لكرة السلة. انضم إلى الاتحاد الدولي لكرة السلة في عام 1960.

## البطولات التي شارك فيها
- بطولة أفريقيا لكرة السلة